# ペシュコピ
ペシュコピ（アルバニア語：Peshkopi または Peshkopia、英語：Peshkopi）は、アルバニアのディブラ州ディブラ県に位置する都市である。ディブラ州の州都である。人口は14,000人（2001年度）。